# Blastobasis semilutea
Blastobasis semilutea é uma espécie de mariposa do gênero Blastobasis pertencente à família Coleophoridae.